# 명사십리
| 조선민주주의인민공화국의 천연기념물 | 조선민주주의인민공화국의 천연기념물 |
| ----------------------------------- | ----------------------------------- |
| 명사십리                            |                                     |
| 천연기념물 제 193호                 |                                     |
| 소재지                              | 강원도 원산시 룡천리                |

명사십리(鳴沙十里)는 대한민국 강원도 원산시 룡천리에 위치한 백사장이다. 갈마반도(葛麻半島)의 남동쪽 바닷가와 접한다. 소나무·잣나무·참나무들이 자라며, 특히 해당화가 유명하다. 부근에는 송도원해수욕장이 있다. 조선민주주의인민공화국의 천연기념물 제193호로 지정되어 있다.